# Roxxxy
Roxxxy, és una robot de sexe interactiu. El robot va ser construït per l'empresa de Nova Jersey TrueCompanion.
El seu enginyer és Douglas Hines, fundador i president de l'empresa, qui va treballar com un enginyer d'intel·ligència artificial a Bell Labs abans de fundar TrueCompanion. El preu de la creació de Roxxxy és mou entre 500,000$ i 1.000.000$.
Roxxxy va fer el seu debut públic a l'AVN Adult Entertainment Expo (AEE) a Las Vegas el 9 de gener de 2010. Roxxxy mesura 170 cm i pesa 54 kg. Té pell sintètica i un motor d'intel·ligència artificial programat per aprendre que és el que l'agrada al propietari.
Un esquelet articulat permet a Roxxxy ser col·locada com un ésser humà, però la nina no es pot moure independentment.
Segons la pàgina web de l'empresa, Roxxxy no és limita a usos sexuals i "pot expressar el seu amor per tu. Pot parlar amb tu, escoltar-te i sentir el teu tacte." Altres característiques inclouen sensors de tacte que donen Roxxxy l'habilitat de notar quan està sent moguda. El vocabulari del robot pot ser actualitzat amb l'ajuda d'un portàtil (connectat al darrere per cables) i l'Internet.
Els clients poden preguntar TrueCompanion com vol que sigui Roxxxy segons les seves preferències personals: com color de cabell, color d'ulls, color de pell, mida del pit i altres característiques. Roxxxy costa entre 7,000$ i 9,000$, més un cost de subscripció separat.
Segons Douglas Hines, Roxxxy va generar aproximadament 4.000 reserves poc després de sortir a la llum el 2010. Tanmateix, no se sap de cap client real que hagi comprat una Roxxxy, i se sospita que no s'ha produït cap Roxxxy comercial.